# CSG Groene Hart
Christelijke Scholengemeenschap Groene Hart (CSG Groene Hart) is ontstaan door een fusie van de vijf aparte scholen: het Bospark, de Ichthus MAVO, de Immanuel MAVO, de MAVO Hazerswoude en het Christelijk Lyceum. Het is een scholengemeenschap voor voortgezet onderwijs die sinds januari 2004 onderdeel is van het conglomeraat SCOPE scholengroep Alphen aan den Rijn en omstreken. De vestigingen zijn in Alphen aan den Rijn en in Hazerswoude-Dorp in de regio Groene Hart.

## Identiteit / missie
CSG Groene Hart vindt het haar taak om leerlingen op weg te helpen in het maatschappelijk leven. Vaardigheden om kritisch, zelfstandig en actief mee te draaien in de maatschappij worden daarvoor belangrijk gevonden. De scholengemeenschap probeert zorg en aandacht te geven aan alle leerlingen. Naast de leerprestaties vindt de organisatie ook de sociale en emotionele ontwikkeling van de leerlingen en mogelijke problemen daarbij belangrijk.

## Leerrichtingen
Op het CSG Groene Hart zijn de volgende leerrichtingen te volgen:
- lwoo
- vmbo
- havo
- vwo

## Vestigingen
CSG Groene Hart heeft verschillende vestigingen:
- Groene Hart Topmavo (vroeger Noord) (vmbo-gtl, 3 havo/vwo)
- Groene Hart Leerpark (vroeger West) (vmbo-b/k, lwoo)
- Groene Hart Lyceum (vroeger Centrum) (havo, vwo)
- Groene Hart Rijnwoude (vroeger Hazerswoude) (vmbo-b/k, vmbo-tl, havo/vwo)

Er is een leerlingenraad die vertegenwoordigd is in de medezeggenschapsraad. De leerlingenraad vergadert eens in de zoveel tijd met het leerlingenparlement, om daar de laatste discussie-onderwerpen te bespreken.

## Bekende (oud)leerlingen
- Willemien den Ouden
- Jeroen Snel
- Liesbeth Spies
- Martin Verkerk
- Els van der Vlist
- Sanne Wallis de Vries